# Salomona suturalis
Salomona suturalis är en insektsart som beskrevs av Ludwig Redtenbacher 1891. Salomona suturalis ingår i släktet Salomona och familjen vårtbitare. Inga underarter finns listade i Catalogue of Life.